# Carl Soule
Carl Soule (* 1906; † 21. Dezember 1988 in Fairfax Station, Virginia) war ein US-amerikanischer methodistischer Theologe.

## Leben
Soule besuchte die Anadarko High School, die er 1932 erfolgreich abschloss. Danach betrieb er theologische und philosophische Studien und wurde zum Doktor der Philosophie promoviert. Er lebte in diesen Jahren in Chicago. 1958, zur Zeit der atomaren Konfrontation, nahm er Kontakt zu dem Nobelpreisträger für Chemie, Linus Pauling, auf, der sich seit 1957 mit großer öffentlicher Resonanz gegen die Fortführung oberirdischer Atomwaffentests engagierte. In einem Brief bat er Pauling, auf einer Tagung der "Regional Christian Social Relations Briefing Conference" zu sprechen.
Von seiner Kirche wurde Soule 1960 zu den Vereinten Nationen entsandt, wo er im Rahmen des UN-Kirchenzentrums als Exekutivsekretär des Vereinigten Methodistischen Dienstes ihre Vertretung leitete. Gleichzeitig vertrat er das "U.S. Committee for the Christian Peace Conference" und übernahm die Vertretung der Christlichen Friedenskonferenz, als diese von der UNO als NGO anerkannt wurde und einen Status als Mitglied beim ECOSOC erhielt. Soules größte Herausforderung wurde die Mitarbeit am Aufbau des Kirchenzentrums, das 1963 eröffnet wurde. Soule war auch der erste Vertreter von CAREE, der Christians Associated for Relationship with Eastern Europe.
Während der Zeit des Kalten Krieges war sein Bestreben, Verbindungen zu den Völkern Osteuropas zu unterhalten. Bedeutsame Höhepunkte auf diesem Weg waren der 50. Jahrestag der russischen Oktoberrevolution 1967 oder wenig später, 1968, ein „Tag des Dialogs“ mit dem marxistischen Humanismus in der Gestalt des tschechischen Philosophen Milan Machovec. Im UN-Kirchenzentrum war er tätig, bis er 1972 in den Ruhestand trat.
Carl Soule erlag einem Krebsleiden und starb im Haus seiner Tochter. Er war verheiratet, Vater einer Tochter und Großvater zweier Enkel.